# Spolková policie (Německo)
Spolková policie (německy Bundespolizei) je oficiální název policie Spolkové republiky Německo. Patří do kompetence Spolkového ministerstva vnitra. K 1. lednu 2022 měla 54 tisíc zaměstnanců, z toho cca 45 tisíc policistů. Úkolem spolkové policie je chránit hranice Spolkové republiky, letiště a železniční síť, provozuje i pořádkové jednotky. Z technického vybavení disponuje 76 vrtulníky a 7032 motorovými vozidly, dále také 24 služebními koňmi a 441 služebními psy. Spolková policie byla založena roku 1951 jako Bundesgrenzschutz. Její vznik byl provázen spory ohledně bezpečnostní politiky země.